# Shorttrack-Europameisterschaften 2017
Die Shorttrack-Europameisterschaften 2017 waren die 21. Auflage der Shorttrack-Europameisterschaften und fanden vom 13. bis 15. Januar 2017 im Torino Palavela in der italienischen Stadt Turin statt. Ausrichter war die Internationale Eislaufunion (ISU).
Insgesamt wurden zehn Europameistertitel vergeben, jeweils einer im Mehrkampf und in der Staffel an Männer und Frauen sowie erstmals auch über die Einzelstrecken über 500, 1000 und 1500 Meter. Um den Mehrkampfeuropameister zu ermitteln, bestritten die Athleten Wettkämpfe über die drei Distanzen 500 m, 1000 m und 1500 m. Die acht in der Mehrkampfwertung bestplatzierten Athleten nach diesen drei Strecken traten dann im 3000-m-Superfinale an.
Erfolgreichste Teilnehmerin war die Italienerin Arianna Fontana, die drei Goldmedaillen gewann, darunter den Titel im Mehrkampf. Bei den Männern entschied Semjon Jelistratow aus Russland das Rennen über 1500 Meter, das 3000 Meter Superfinale sowie die Mehrkampf-Gesamtwertung für sich. Das Staffelfinale bei den Frauen gewann Italien vor Ungarn und der Niederlande, bei den Männern siegte die Niederlande vor Russland und Italien.

## Teilnehmende Nationen
Insgesamt nahmen 133 Athleten aus 28 Ländern an den Europameisterschaften teil, darunter 73 Männer und 60 Frauen.
| Teilnehmende Nationen (Frauen/Männer)                                                                                             | Teilnehmende Nationen (Frauen/Männer)                                                                 | Teilnehmende Nationen (Frauen/Männer)                                                                  | Teilnehmende Nationen (Frauen/Männer)                                                                 |
| --- | --- | --- | --- |
| Belarus (4/5) Belgien (1/5) Bosnien und Herzegowina (0/1) Bulgarien (5/4) Deutschland (1/2) Frankreich (4/5) Großbritannien (4/5) | Irland (0/1) Israel (0/1) Italien (5/5) Kroatien (1/1) Lettland (0/1) Litauen (1/1) Niederlande (5/5) | Norwegen (0/1) Österreich (0/1) Polen (5/5) Rumänien (1/1) Russland (5/5) Schweden (2/2) Serbien (0/1) | Slowakei (2/1) Slowenien (0/1) Spanien (0/1) Tschechien (5/0) Türkei (0/5) Ukraine (4/2) Ungarn (5/5) |

## Ergebnisse

### Frauen
| Wettbewerb             | Gold                                                                                     | Gold         | Silber                                                               | Silber       | Bronze                                                                          | Bronze       |
| Wettbewerb             | Athletin                                                                                 | Leistung     | Athletin                                                             | Leistung     | Athletin                                                                        | Leistung     |
| ---------------------- | ---------------------------------------------------------------------------------------- | ------------ | -------------------------------------------------------------------- | ------------ | ------------------------------------------------------------------------------- | ------------ |
| 500 Meter              | Rianne de Vries                                                                          | 0:44,263 min | Martina Valcepina                                                    | 0:44,320 min | Charlotte Gilmartin                                                             | 0:44,548 min |
| 1000 Meter             | Sofja Proswirnowa                                                                        | 1:31,546 min | Andrea Keszler                                                       | 1:31,551 min | Jekaterina Konstantinowa                                                        | 1:32,214 min |
| 1500 Meter             | Arianna Fontana                                                                          | 2:28,884 min | Sofja Proswirnowa                                                    | 2:29,134 min | Lucia Peretti                                                                   | 2:29,231 min |
| 3000 Meter Superfinale | Arianna Fontana                                                                          | 5:27,691 min | Jekaterina Konstantinowa                                             | 5:27,790 min | Sofja Proswirnowa                                                               | 5:27,807 min |
| 3000 Meter Staffel     | Italien Lucia Peretti Cecilia Maffei Arianna Fontana Martina Valcepina Arianna Valcepina | 4:17,166 min | Ungarn Sára Luca Bácskai Petra Jászapáti Andrea Keszler Zsófia Kónya | 4:17,195 min | Niederlande Suzanne Schulting Yara van Kerkhof Lara van Ruijven Rianne de Vries | 4:18,446 min |
| Gesamtwertung          | Arianna Fontana                                                                          | 79 Punkte    | Sofja Proswirnowa                                                    | 73 Punkte    | Jekaterina Konstantinowa                                                        | 39 Punkte    |

### Männer
| Wettbewerb             | Gold                                                                     | Gold         | Silber                                                                                       | Silber       | Bronze                                                                                  | Bronze       |
| Wettbewerb             | Athlet                                                                   | Leistung     | Athlet                                                                                       | Leistung     | Athlet                                                                                  | Leistung     |
| ---------------------- | ------------------------------------------------------------------------ | ------------ | -------------------------------------------------------------------------------------------- | ------------ | --------------------------------------------------------------------------------------- | ------------ |
| 500 Meter              | Sjinkie Knegt                                                            | 0:41,168 min | Dylan Hoogerwerf                                                                             | 0:41,549 min | Wiktor Ahn                                                                              | 0:41,834 min |
| 1000 Meter             | Shaolin Sándor Liu                                                       | 1:25,964 min | Shaoang Liu                                                                                  | 1:26,061 min | Semjon Jelistratow                                                                      | 1:41,207 min |
| 1500 Meter             | Semjon Jelistratow                                                       | 2:20,608 min | Shaoang Liu                                                                                  | 2:20,808 min | Vladislav Bykanov                                                                       | 2:20,822 min |
| 3000 Meter Superfinale | Semjon Jelistratow                                                       | 5:01,663 min | Shaolin Sándor Liu                                                                           | 5:01,787 min | Sjinkie Knegt                                                                           | 5:02,029 min |
| 5000 Meter Staffel     | Niederlande Itzhak de Laat Sjinkie Knegt Daan Breeuwsma Dylan Hoogerwerf | 6:56,809 min | Russland Semjon Jelistratow Alexander Schulginow Wiktor Ahn Denis Airapetjan Ruslan Sacharow | 6:56,889 min | Italien Tommaso Dotti Yuri Confortola Andrea Cassinelli Nicola Rodigari Davide Viscardi | 7:00,168 min |
| Gesamtwertung          | Semjon Jelistratow                                                       | 86 Punkte    | Shaolin Sándor Liu                                                                           | 71 Punkte    | Sjinkie Knegt                                                                           | 44 Punkte    |

## Medaillenspiegel
| Platz  | Land           | Gold | Silber | Bronze | Gesamt |
| ------ | -------------- | ---- | ------ | ------ | ------ |
| 1      | Russland       | 3    | 3      | 4      | 10     |
| 2      | Italien        | 3    | 1      | 2      | 6      |
| 2      | Niederlande    | 3    | 1      | 2      | 6      |
| 4      | Ungarn         | 1    | 5      | –      | 6      |
| 5      | Großbritannien | –    | –      | 1      | 1      |
| 5      | Israel         | –    | –      | 1      | 1      |
| Gesamt | Gesamt         | 10   | 10     | 10     | 30     |